# 2022年ロシアのウクライナ侵攻中のウォロディミル・ゼレンスキーの演説

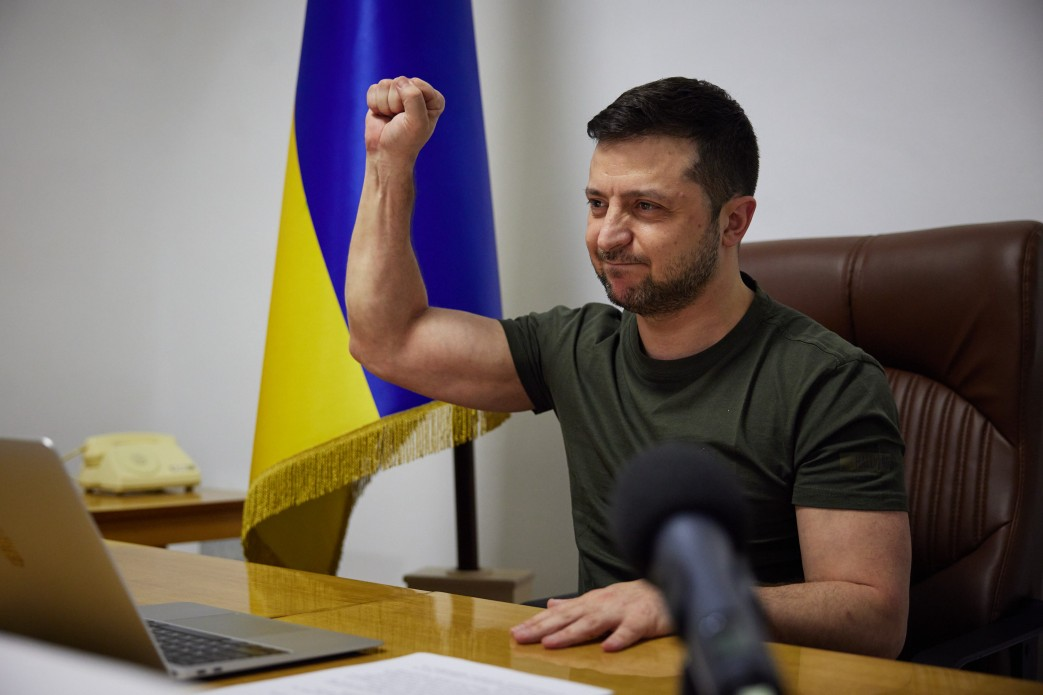
2022年3月8日に英国議会でオンライン演説を行っているゼレンスキー大統領

2022年ロシアのウクライナ侵攻中のウォロディミル・ゼレンスキーの演説(2022年ロシアのウクライナしんこうちゅうのウォロディミル・ゼレンスキーのえんぜつ)は、2022年2月24日に始まったロシアによるウクライナ侵攻中に、同国のウォロディミル・ゼレンスキー大統領は、SNSや外国の議会など、さまざまな形式で多数の演説を行った。演説は大きな注目を集め、多くのコメンテーターがウクライナの士気と侵攻へのウクライナの抵抗に対する国際的な支援にプラスの影響を与えていると述べた。

## ソーシャルメディア動画
侵攻2日目の2月25日、イタリアのドラギ首相との予定された電話に出られなかった後、彼の所在について最初に懸念が表明された。しかし、その日遅く、彼はキエフ中心部のマリア宮殿の前で数人の顧問に囲まれた彼の動画を投稿した。動画の中で、彼は「私たちはここにいる」と「私たちは私たちの独立、私たちの国家を擁護している、そして私たちはそうし続けるだろう」と述べた短い演説を行った。その日遅く、彼はキエフへの進行中のロシアの攻撃に対処する短い演説の別のビデオを投稿し、キエフの住民に「あなたができるあらゆる方法で」反撃するように促した。
2月26日、彼はキエフから逃げたという偽情報に対する警告を行う短い演説を投稿した。同日、彼は、「戦いはここにある。私は乗り物ではなく弾薬が必要だ」と言って、米国からの都市からの退避の申し出を断ったと述べた。

## 外国の議会、国際機関での演説

演説を行った各国議会

- 3月1日、欧州議会の緊急会合でビデオ形式で演説し、「皆さんが、私たちと共にあることを示してほしい。私たちを、見放さないことを示してほしい。ヨーロッパ人であることを示してほしい。そうすれば、命は死を乗り越え、光は闇を克服します」と述べた[11][12]。

- 3月8日、イギリスの議会（庶民院）でオンラインで演説[13][14][15][16]。

- 3月15日、カナダの議会でオンラインで演説[17]。カナダ議会で演説を行ったウクライナ大統領は、2008年のヴィクトル・ユシチェンコ、2014年のペトロ・ポロシェンコに続く3人目であった[18]。演説の後、庶民院議長と上院議長、および庶民院の政党の指導者が演説について発言し、全員がゼレンスキーへの支持を表明した[19]。

- 3月16日、アメリカの連邦議会でオンラインで演説。アメリカでは「1941年の真珠湾攻撃を思い出してほしい。同時多発テロを思い出してほしい。空からの攻撃で街が戦場になった。私たちはロシアによる空からの攻撃で毎日、毎晩、この3週間、同じことを経験している」と訴えた[20][21][22][23][24]。演説後、ジョー・バイデン大統領は、米国がウクライナに8億ドルの追加の軍事援助を提供すると表明し、プーチンを「戦争犯罪者」とみなすと述べた。バイデンがロシア政府を戦争犯罪で正式に非難したのは侵攻が始まってから初めてのことであった[25]。

- 3月17日、ドイツの連邦議会（下院）でビデオ演説を行った[26]。支援に謝意を示す一方で、ドイツの対露外交を手厳しく批判した。ドイツが計画凍結を余儀なくされたロシアからの天然ガスパイプライン「ノルドストリーム2」について、「以前から（ドイツに）戦争への準備だと警告してきたが、受け取った答えは経済的な計画だということだった。経済、経済、経済だ」と述べ、結果としてロシアに戦費を稼がせたと指摘[27]。自由と不自由を隔てる壁が築かれているとして、シュルツ首相に「この壁を壊してほしい」と訴えた[28][26]。それからドイツが2010年代に、特にノルドストリーム2などの商取引を通じてロシアをなだめようとしたこと、そしてドイツがホロコースト後の歴史的責任を果たせなかったと述べた。また、ベルリンの壁を呼び起こさせ、「自由とその欠如の間に新たな壁がヨーロッパの真ん中にあった。そして、この壁は、ウクライナに爆弾が投下されるたびに高くなっている」と述べた[29]。しかし、ドイツ議会は、その日の議題の結論が出た後に演説を討論する予定を組んでいなかった[30][31]。

- 3月20日、イスラエルの議会でビデオ演説を行った[32][33]。ウクライナへのミサイル防衛システムの提供やロシアへの制裁発動を求め[34]、元首相のゴルダ・メイアの言葉を次のように引用した。「皆さんにここで、キエフ出身の偉大な女性の言葉をぜひ思い出していただきたい。皆さんもよくご存じのゴルダ・メイアの言葉です。皆さんは当然のことながら、おそらくユダヤ人なら誰でも聞いたことがあるはずです。同様に多くのウクライナ人、またロシア人でさえも。『我々は生き続けようとする。隣国の人々は我々の死を望む。しかしその間に妥協がさしはさむ余地はひとかけらもない』」[35]

- 3月22日、イタリアの議会でオンライン演説を行った。ロシアにとってウクライナは「欧州へのゲート（門）」と指摘し、「彼らの目的は欧州で、あなたたちの生活に影響を与え、政治を管理し、価値を壊すことだ」と警告した[36][37]。

- 3月23日、日本の衆議院議員会館にある国際会議室と多目的ホールでオンライン演説を行った。海外の要人の国会演説では初めてオンライン形式によるものだった[38]。ウクライナ語で話す演説の内容は、在日ウクライナ大使館の同時通訳で伝えられた[39][38][40][41][42]。

- 同日、フランスの国民議会（下院）でビデオ演説を行った。フランス政府が出資しているルノーなどの社名を挙げ、撤退してロシアに圧力をかけるよう要求[43]。これ受けてルノーは同日、モスクワ工場の無期限停止を決めた[44][45]。

- 3月24日、スウェーデンの議会でオンライン演説を行った。ウクライナは欧州全体のために戦っていると述べ、EUの正式加盟を求めた[46]。

- 3月31日、ベルギーの議会でオンライン演説を行った[47]。

- 同日、オーストラリアの議会でオンライン演説を行った。装輪装甲車「ブッシュマスター」の供与を要請した[48][49]。

- 4月4日、ルーマニア議会でオンライン演説を行った[50][51]。

- 4月5日、国連安全保障理事会でオンライン演説を行った。ブチャの虐殺を受け、ロシア軍が第二次世界大戦以降で最悪の犯罪を犯していると非難[52]。また、ロシアのウクライナ侵攻に対して「即座に行動」しないなら、国連は「解体」すべきだと訴えた[53]。

- 4月6日、アイルランドの議会でビデオ演説を行った[54]。

- 4月11日、 韓国の国会でオンライン演説を行った[55]。

## その他
- 3月27日、メドゥーザ、ドジド、コメルサントは、ゼレンスキーとのビデオインタビューとその写しを公開した。インタビューが公開される数分前に、ロスコムナゾールはメディアに公開差し止めを命じた。インタビュアーはメドゥーザのイワン・コルパコフ、ドジドのTikhon Dzyadko、ミハイル・ザイガー、2021年ノーベル平和賞の共同受賞者であるノーヴァヤ・ガゼータのドミトリー・ムラトフ（間接）、コメルサントのウラジーミル・ソロヴィヨフであった[56]。

- 4月3日、第64回グラミー賞の会場で、事前録画された演説が公開された[57][58]。

## 反応

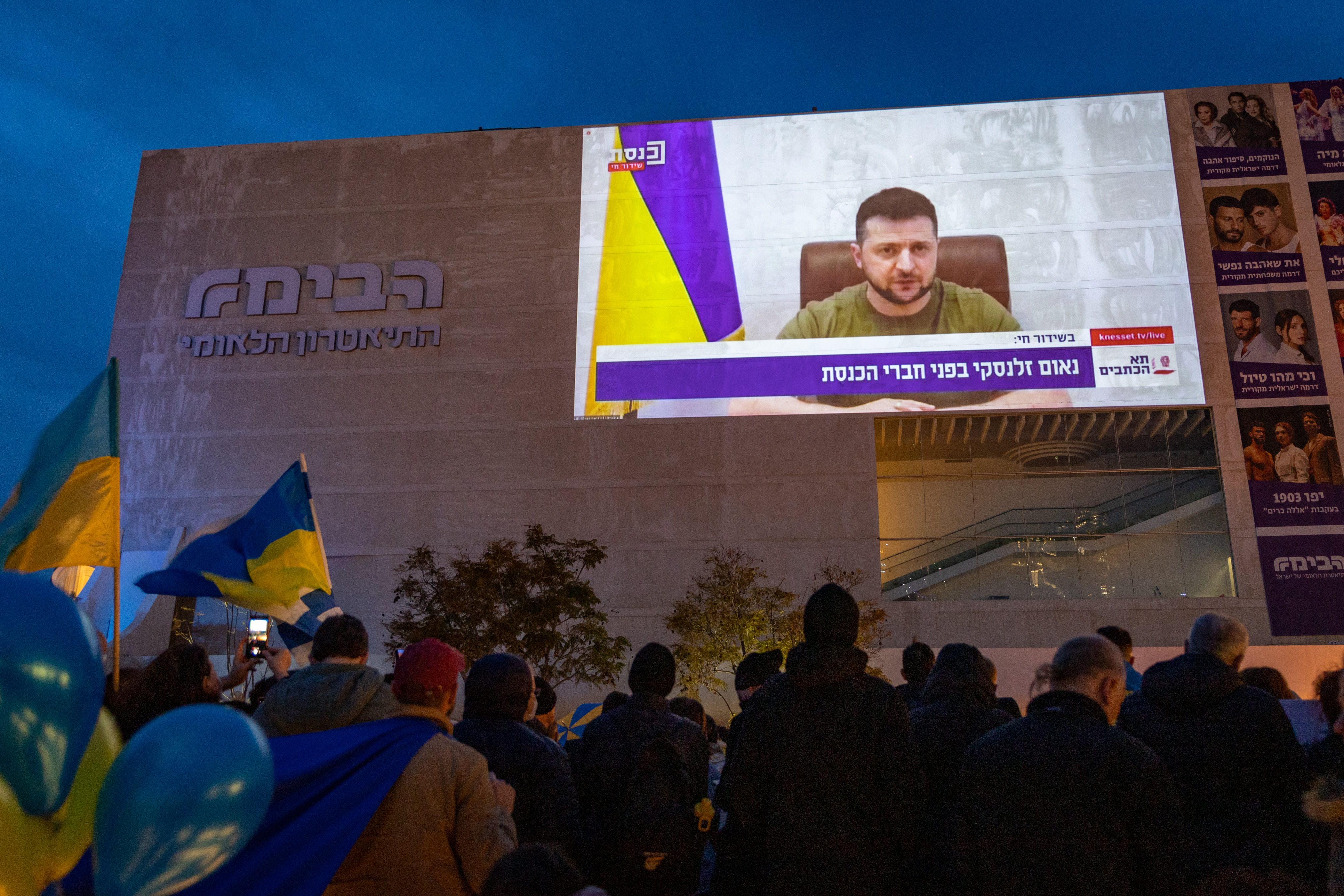
イスラエルのテルアビブで行われた集会（2022年3月20日）

ゼレンスキーの演説は、一般的に肯定的な反応を得ている。ガーディアンのモイラ・ドネガンは、ゼレンスキーは「ロシアの侵略を前にして、驚くべき勇気と決意で果敢に抵抗し、西側を道徳的に開き直らせたウクライナの人々の象徴になった」と述べた。
ガーディアンのジョン・ヘンレイは、ゼレンスキーの外国議会での演説はすべてが「聴衆にアピールするために慎重に選ばれた歴史的引用文」を含んでいると述べ、その上で「外国の称賛を勝ち取った演説者としてのゼレンスキーの才能」に言及した。ミシガン州立大学のアンジャナ・スサーラは、ゼレンスキーの演説は、その信憑性、ソーシャルメディアの観衆とつながる能力、メッセージの緊急性のために影響を与えたと述べ、彼の動画は「4～7分間と短く、的を射ており、共感できるもので、非常に人間的なものだ」と述べた。
オタワ大学のドミニク・アレルは、ゼレンスキーは「（レトリックの同一化の使用）が非常に得意だ。彼は人間的な話を語っている。彼は以前は俳優であったが、今は演技をしていないので、彼はとても印象的だ」 と述べた。英国のジャーナリスト、デビッド・パトリカラコスは、ゼレンスキーは「私はあなたの大統領だ。私は隠れていない。どこにも行かない。机の後ろにいたり、スーツを着たりもしていない。他の皆さんと同じように、私は殺される危険を冒してここにいる」とのメッセージを送っていたと述べ、ゼレンスキーを「路上にいるありのままの男」と表現した。
ニューヨーク大学のティモシー・ナフタリは、演説は「生と死の闘争が起こっていることを思い出させるものであり、政治家は許容できるリスクをリアルタイムで検討することを余儀なくされている」と述べた。マンチェスター大学のオルガ・オヌッチは、西側は「初めて彼を対等とみなした」と述べた。
ゼレンスキーがメッセージを配信するためにソーシャルメディアを使用することも、コメンテーターから大きな注目を集めている。ガーディアンのパトリック・ウィンターは、ゼレンスキーは「彼のツイッターフィードを使って彼の味方をおだて、励まし、叱り、賞賛するために、常に西側の指導者に電話をかけてきた。その過程で、1週間前には考えられなかった制裁が道徳的基準線になった」と述べた。コロラド州立大学のカーリン・ヴァスビー・アンダーソンは、「ゼレンスキーの手法は、一般市民が彼らの政治的代表者に圧力をかけるために簡単に使えるコンテンツをソーシャルメディアで提供することを目的としている」と述べている。
ゼレンスキーの演説に対する反応は偶像化に向けられすぎていると主張している。ガーディアンのArwa Mahdawiは、「政治家を尊重することと、政治家をセクシャライズするまたは崇拝することには違いがある」と述べ、そのような反応には、ウクライナの状況を軽視し、状況について過度に単純化した物語を助長するリスクがあったと述べている。また、ゼレンスキーがホロコーストと比較したこと、特にイスラエルのクネセトでの演説の際に「最終解決」という用語を使ったことを批判した。
米国でのユダヤ系最大紙「フォーワード」や米大手金融メディア「ビジネス・インサイダー」は、ウクライナ侵攻におけるゼレンスキーの演説になどに対するメディアの報道やオンライン上での扱われ方は、偶像化や英雄化に向けられすぎているとした。